# Liga Insular do Príncipe de 2016
A Liga Insular do Príncipe de 2016 foi a 18ª edição do torneio, válido pelo campeonato nacional de futebol de São Tomé e Príncipe.
O campeão do torneio foi o Sporting Clube, que sagrou-se bicampeão e disputou a final do Campeonato Santomense de 2016 contra o vencedor da Ilha de São Tomé.

## Clubes
| Clube              | Cidade        | Distrito | Ilha     |
| ------------------ | ------------- | -------- | -------- |
| GD Os Operários    | Santo António | Pagué    | Príncipe |
| Sporting Clube (C) | Santo António | Pagué    | Príncipe |
| 1º de Maio         | Santo António | Pagué    | Príncipe |
| FC Porto Real      | Porto Real    | Pagué    | Príncipe |
| GD Sundy           | Sundi         | Pagué    | Príncipe |
| UDAPB              | Picão         | Pagué    | Príncipe |